# Feel
Feel – polski zespół popowy założony w Katowicach w 2005 roku przez wokalistę Piotra Kupichę. Grupę uzupełniają klawiszowiec Łukasz Kożuch, basista Michał Nowak oraz perkusista Michał Opaliński.
Zespół Feel zdobył wiele nagród muzycznych, w tym Fryderyki, Telekamery oraz Superjedynki.

## Historia

### 2005–2006: Początki
Zespół założony został w maju 2005 roku przez Piotra Kupichę dwa lata po odejściu z grupy Sami. Początkowo, pod nazwą Q2, był to duet z basistą Michałem Nowakiem. Skład zespołu uzupełnili Łukasz Kożuch oraz Michał Opaliński zmieniając szyld kolejno na Q3, Q4 oraz Kupicha Band. Zespół nagrywał piosenki, jednak nie wydał żadnego singla i albumu.

### 2007–2009:Feel
Pod koniec maja 2007 w katowickim klubie Dekadencja grupa nakręciła teledysk do pierwszego singla „A gdy jest już ciemno”, w którym gościnnie zagrała tancerka Aneta Piotrowska. W czerwcu ogłoszono, iż zespół znalazł się z nim w czołowej dziesiątce polskich wykonawców walczących na Sopot Festival. Singiel „A gdy jest już ciemno” trafił do radiostacji w sierpniu. W tym samym miesiącu, jako reprezentanci Polskiego Radia Katowice, zespół wziął z nim udział w corocznym konkursie „Przebojem na Antenę” w Hajnówce – Feel zajął drugie miejsce i otrzymał nagrodę Marszałka Województwa Podlaskiego. Podczas 44. Sopot Festival grupa została nagrodzona za ten utwór Bursztynowym Słowikiem oraz Słowikiem Publiczności otrzymując 52 procent głosów. Niecały tydzień później Dziennik Bałtycki poinformował, że piosenka ta może być plagiatem kompozycji Carly Simon „Coming Around Again”. Jednak ekspertyza zamówiona przez biuro Sopot Festivalu wykazała, że podobieństwo jest przypadkowe.

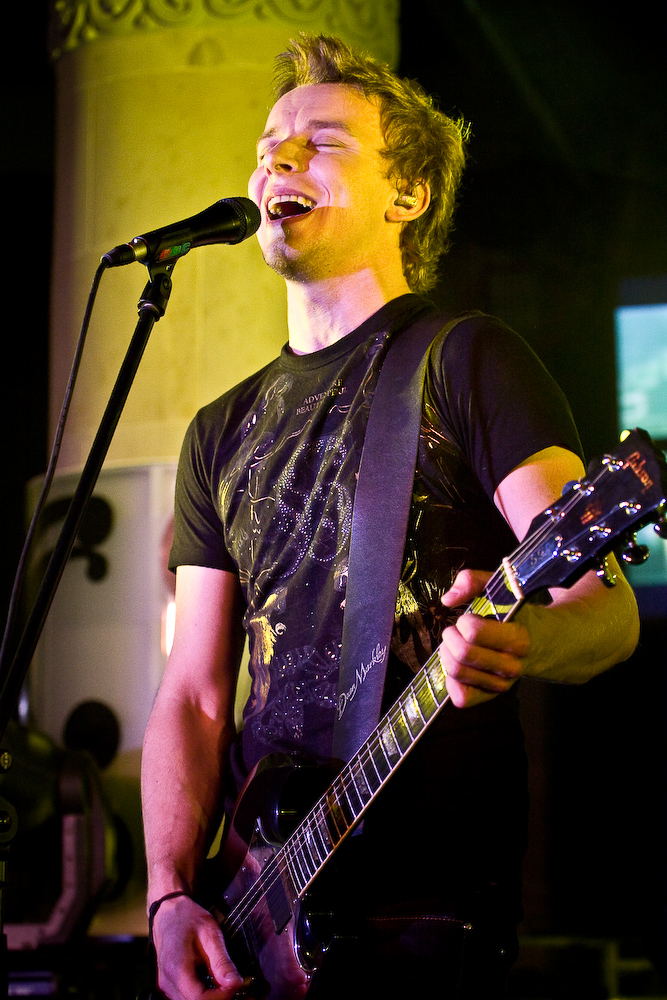
Piotr Kupicha

Pierwszy album Feel ukazał się 26 października i już w dniu premiery status złotej płyty oraz zadebiutował na pierwszym miejscu listy OLiS. W dniu premiery w warszawskim Traffic Clubie zorganizowano także spotkanie z zespołem, podczas którego odbył się krótki występ. Pod koniec października premierę miał również drugi singiel z płyty – „No pokaż na co cię stać”. W listopadzie w Sali Kongresowej Radio WAWA wręczyło Polskie Nagrody Muzyczne i Kulturalne Złote Dzioby. Wśród nagrodzonych znalazł się także Feel, otrzymując z rąk Elżbiety Zapendowskiej statuetkę w kategorii: Odkrycie Roku. 22 listopada ogłoszono sprzedaż albumu w nakładzie 30 tysięcy i status platynowej płyty.

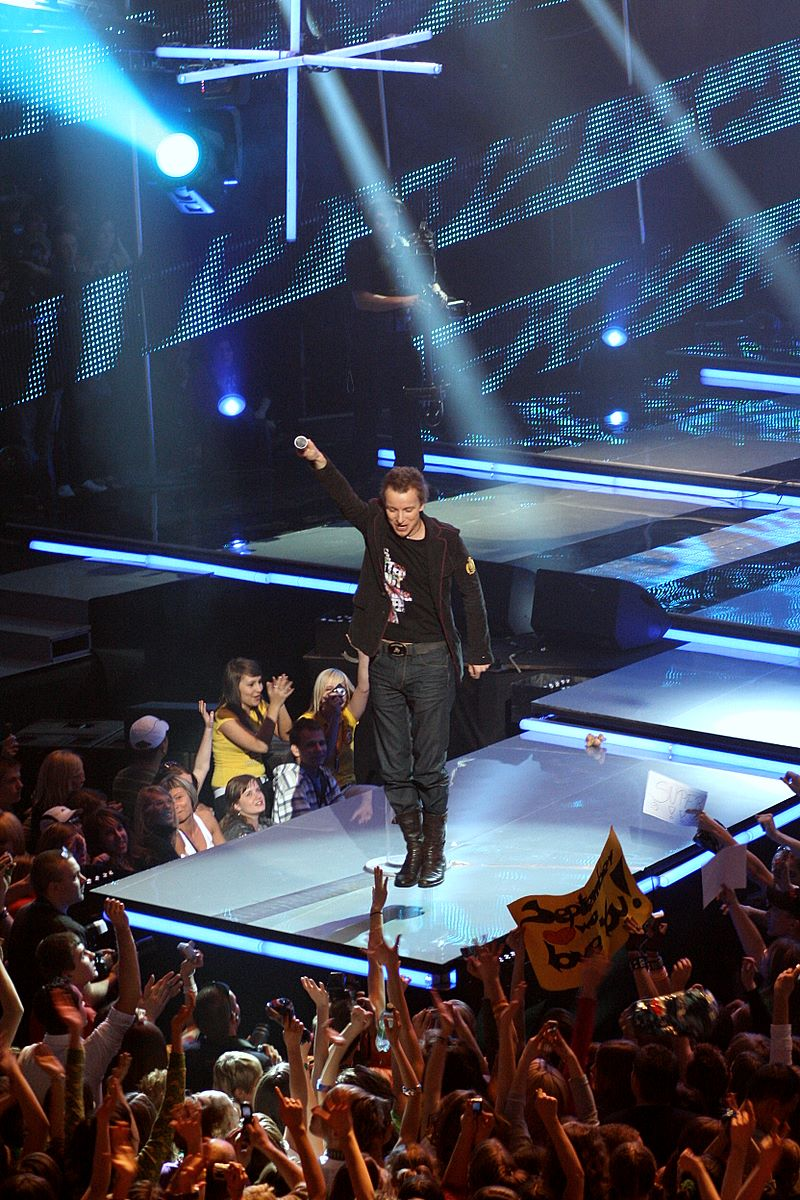
Feel podczas Eska Music Awards 2008

4 lutego 2008 zespół odebrał Telekamerę w kategorii muzyka, zdobywając ponad dwa razy więcej głosów niż druga w tej kategorii Doda. 22 lutego nakładem Universal Music Group ukazała się składanka Hity numer jeden! na której znalazł się m.in. singiel „A gdy jest już ciemno”. 27 marca Feel wystąpił dla amerykańskiej Polonii w Copernicus Center w Chicago. W kwietniu grupa odebrała Fryderyka dla nowej twarzy fonografii i cztery nagrody Eska Music Awards w kategoriach: zespół roku – Polska, album roku – Polska (Feel), hit roku – Polska („A gdy jest już ciemno”) oraz video roku Eska.pl („Pokaż, na co Cię stać”). W tym czasie zespół wydał też teledysk do trzeciego singla, „Jak anioła głos”. W tym samym miesiącu wytwórnia EMI poinformowała, że sprzedaż albumu Feel przekroczyła 100 tysięcy sztuk, będąc 12 razy na pierwszym miejscu listy OLiS. W czerwcu zespół odebrał trzy Superjedynki: dla zespołu roku, za płytę roku (Feel) oraz za superwystęp na 45. Krajowym Festiwalu Piosenki Polskiej w Opolu. 18 czerwca w Radiu Zet premierę miał utwór „Pokonaj siebie”, wykonany wraz z Iwoną Węgrowską. 15 lipca Feel ponownie gościł w Operze Leśnej na Sopot Festival dając krótki recital. 22 sierpnia wydana została reedycja albumu Feel, zawierająca dodatkowo singiel „Pokonaj siebie”, teledyski zespołu oraz niepublikowane materiały wideo. Miesiąc wcześniej debiutancki album przekroczył nakład 150 tysięcy sztuk, zyskując status diamentowej płyty. We wrześniu grupa wzięła udział w charytatywnym koncercie „Budujemy nadzieję” na rzecz poszkodowanych przez trąbę powietrzną. Koncert zorganizowany został w katowickim Spodku, gdzie oprócz zespołu wystąpili także Zakopower, De Mono, Golec uOrkiestra i Dżem.
W październiku ukazał się teledysk do piątego singla, „W odpowiedzi na twój list”. W tym samym miesiącu głosami widzów stacji MTV zespół zdobył tytuł Najlepszy Polski Wykonawca, kandydując tym samym do tytułu Najlepszy Europejski Wykonawca na MTV Europe Music Awards. Łączny nakład debiutanckiego albumu Feel przekroczył 200 tysięcy egzemplarzy, co w pierwszej dekadzie XXI wieku udało się jeszcze jedynie zespołowi Ich Troje. 17 listopada ukazał się maxisingiel Pocztówka do św. Mikołaja 2, na który grupa nagrała piosenkę „Gdy Wigilia jest” wspólnie z Patrycją Kosiarkiewicz i z gościnnym udziałem dziennikarzy radiostacji RMF FM. Również w listopadzie zespół po raz kolejny triumfował na rozdaniu nagród Złote Dzioby, zdobywając statuetki w kategorii: wokalista roku dla Piotra Kupichy oraz przebój roku za piosenkę „Jak anioła głos”. Na koniec 2008 roku zespół wystąpił w Warszawie na plenerowym koncercie sylwestrowym telewizji Polsat „Sylwestrowa Moc Przebojów”.
W lutym 2009 zespół uzyskał kolejne nominacje do nagrody Fryderyki w kategoriach: grupa roku, wokalista roku oraz piosenka roku („Jak anioła głos”) oraz po raz drugi otrzymał Telekamerę w kategorii muzyka. W kwietniu odebrał także Eska Music Award za wygraną w kategorii zespół roku – Polska. W międzyczasie grupa koncertowała w Stanach Zjednoczonych, występując w Chicago czy Nowym Jorku.

### 2009–2010:Feel 2

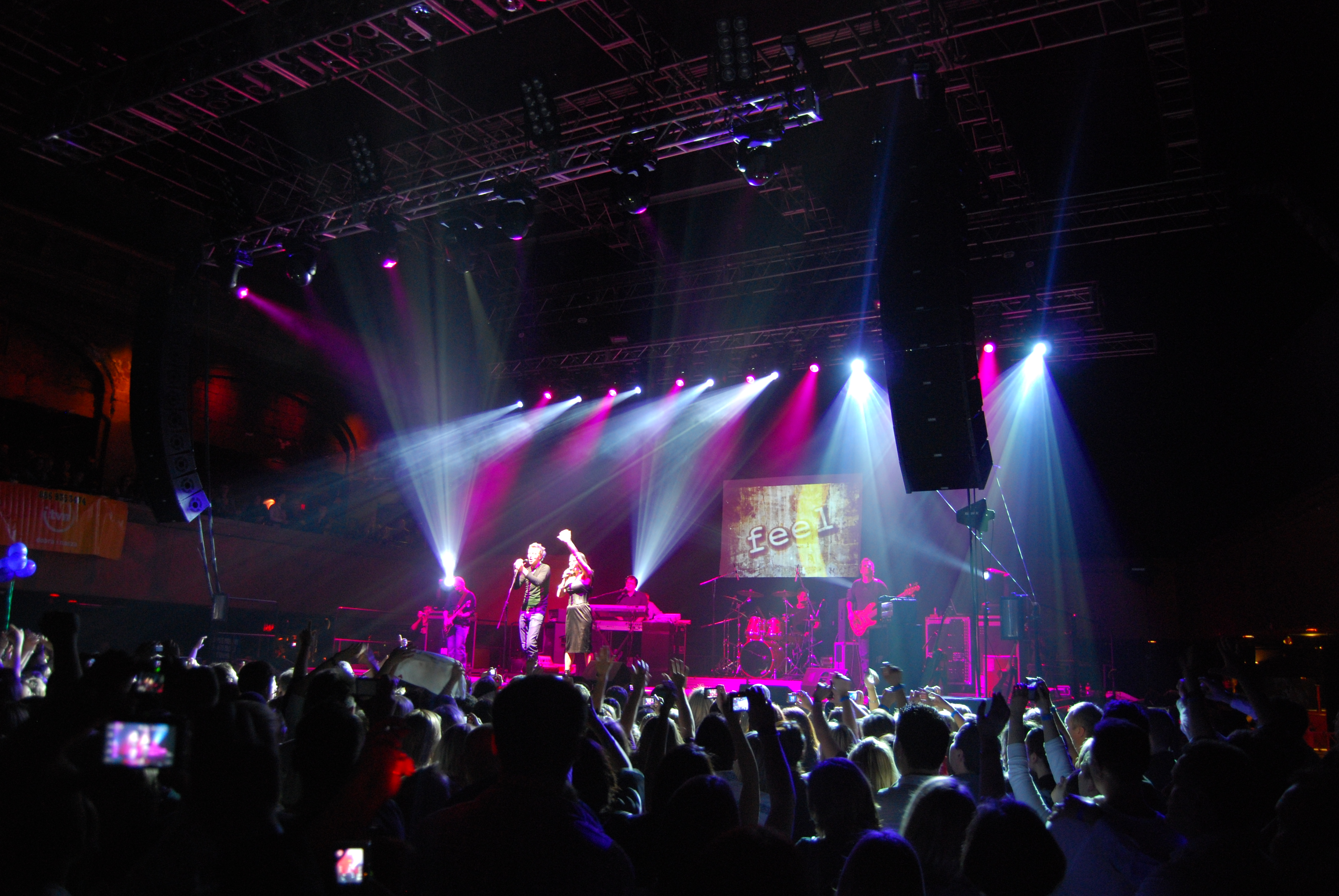
Feel podczas koncertu w Roseland Ballroom w Nowym Jorku w lutym 2009

27 marca 2009 na antenie Radia Eska odbyła się premiera singla, „Pokaż mi niebo”, będącego zwiastunem płyty Feel 2, która trafiła na rynek 8 czerwca i zadebiutowała na pierwszym miejscu listy OLiS. Album zawierał 10 utworów, m.in. „Tylko powiedz czego chcesz” nagrany w duecie z Sebastianem Riedlem, oraz dwa bonusy instrumentalne. W dniu premiery album zdobył status złotej płyty, osiągając nakład ponad 17 tys. egzemplarzy. W kwietniu ukazał się teledysk do „Pokaż mi niebo”, w którym gościnnie wystąpił Andrzej Grabowski, nakręcony w katowickim Nikiszowcu. Klip do następnego singla, „No kochaj mnie”, powstał w maju na planie serialu obyczajowego Tancerze.
Pod koniec 2009 grupa nawiązała menedżerską współpracę z Dariuszem Krupą i wydała nowy singiel „Urodziny”. W maju 2010 ukazał się ostatni singiel z płyty, „Jeśli czegoś pragniesz”. Album Feel 2 osiągnął łącznie nakład 30 tys. egzemplarzy, za co grupa odebrała certyfikat platynowej płyty.

### 2010–2012:Feel 3
W grudniu 2010 zespół zaprezentował utwór „Weekend”, promujący komedię pod tym samym tytułem, a w lutym 2011 piosenkę przewodnią „Rodzinka” do serialu komediowego TVP Rodzinka.pl.
W kwietniu 2011 Piotr Kupicha zwyciężył w finale pierwszej edycji programu rozrywkowego TVP2 Bitwa na głosy, w którym reprezentował chór z Katowic. Po finale programu nagrał z chórem piosenkę „Zwycięstwa smak”, który – wraz z wcześniejszymi dwoma singlami – trafił na trzeci album grupy pt. Feel 3. W lipcu zespół zaprezentował kolejny singiel z nowej płyty, balladę „Cały ten świat”, do którego nakręcił teledysk w Katowicach. Album trafił na rynek dopiero 18 października, osiągając status złotej płyty po miesiącu sprzedaży i debiutując na 13. miejscu listy OLiS. W listopadzie na listy przebojów trafił następny singiel, „Jak nie to nie”.
W styczniu 2012 premierę miała tytułowa piosenka do serialu komediowego TVP Ja to mam szczęście!, którą nagrał Feel. W tym samym miesiącu rozpoczęto promocję kolejnego singla z płyty Feel 3, „Zwycięstwa smak”, który w kwietniu znalazł się w TOP 10 konkursu na oficjalny hit reprezentacji Polski na EURO 2012 „Hit Biało-Czerwonych”. W lutym zespół wyruszył ponadto na serię koncertów w Stanach Zjednoczonych.

### 2013–2017:Feel The Best
W marcu 2013 Feel zaczął nagrywać muzykę w stylistyce tanecznej muzyki elektronicznej, którą po raz pierwszy zaprezentował na singlu „Poczuj to”. Ze względów prawnych, spowodowanych przenoszeniem części katalogu EMI do nowego wydawcy zespołu – koncernu Universal Music Polska, singla firmuje nazwisko samego Kupichy. Zespół szybko zdementował związane z tym faktem plotki o jego rzekomym rozpadzie i zapowiedział wydanie nowego albumu. Kupicha za pośrednictwem oficjalnej informacji prasowej poinformował, że utwór ten stanowi początek kolejnego etapu w karierze Feel i chce, aby jego twórczość wzbudzała emocje i kontrowersje, oraz dodał, że zespół nie obawia się eksperymentów i nie ogranicza się do jednego nurtu muzycznego. W grudniu Feel wystąpił podczas plenerowego koncertu sylwestrowego telewizji TVN w Krakowie. W czerwcu 2014 premierę miał wyłącznie radiowy singiel zespołu, „Taki twój los”, który stanowił powrót do poprzedniego, poprockowego brzmienia. W tym samym miesiącu na Feel uhonorowano Superjedynką w kategorii SuperShow na 51. KFPP w Opolu. We wrześniu grupa zaprezentowała piosenkę „Lepiej być podobnym do nikogo”, którą nagrała do komedii „Wkręceni 2”. Kupicha zapowiedział wówczas kontynuację pracy z artystami z innych stylistyk muzycznych. W grudniu grupa wystąpiła podczas sylwestrowego koncertu TVN w Krakowie.
W marcu 2015 premierę miał kolejny singiel zapowiadający czwarty album, „Twoje włosy rozwiał wiatr”. Mimo ówczesnych deklaracji zespołu o zakończeniu prac nad nową płytą i zapowiedzi jej wydania jesienią tego samego roku, jej premiera została odwołana. W grudniu grupa uświetniła sylwestrowy koncert TVP2 we Wrocławiu, gdzie zaprezentowała cover przeboju „The Final Countdown” zespołu Europe, który powtórzyła rok później na sylwestrowym koncercie Polsatu w Katowicach.
W kwietniu 2016 Feel wydał singiel „Swoje szczęście znam”, biorący także udział w konkursie Premier na 53. KFPP w Opolu. Utwór ten okazał się największym przebojem grupy od czasu promocji jej pierwszego albumu. Zespół zapowiedział wówczas, że z okazji jubileuszu 10-lecia swojej działalności zamiast czwartego albumu studyjnego wyda album pt. Feel The Best, na który – obok premierowych utworów – na nowo nagra swoje największe przeboje z całej kariery. Album ten ukazał się 25 listopada 2016 i był promowany nową wersją piosenki „Zostań ze mną” z poprzedniej płyty.

## Muzycy
- Piotr Kupicha – wokal, gitara

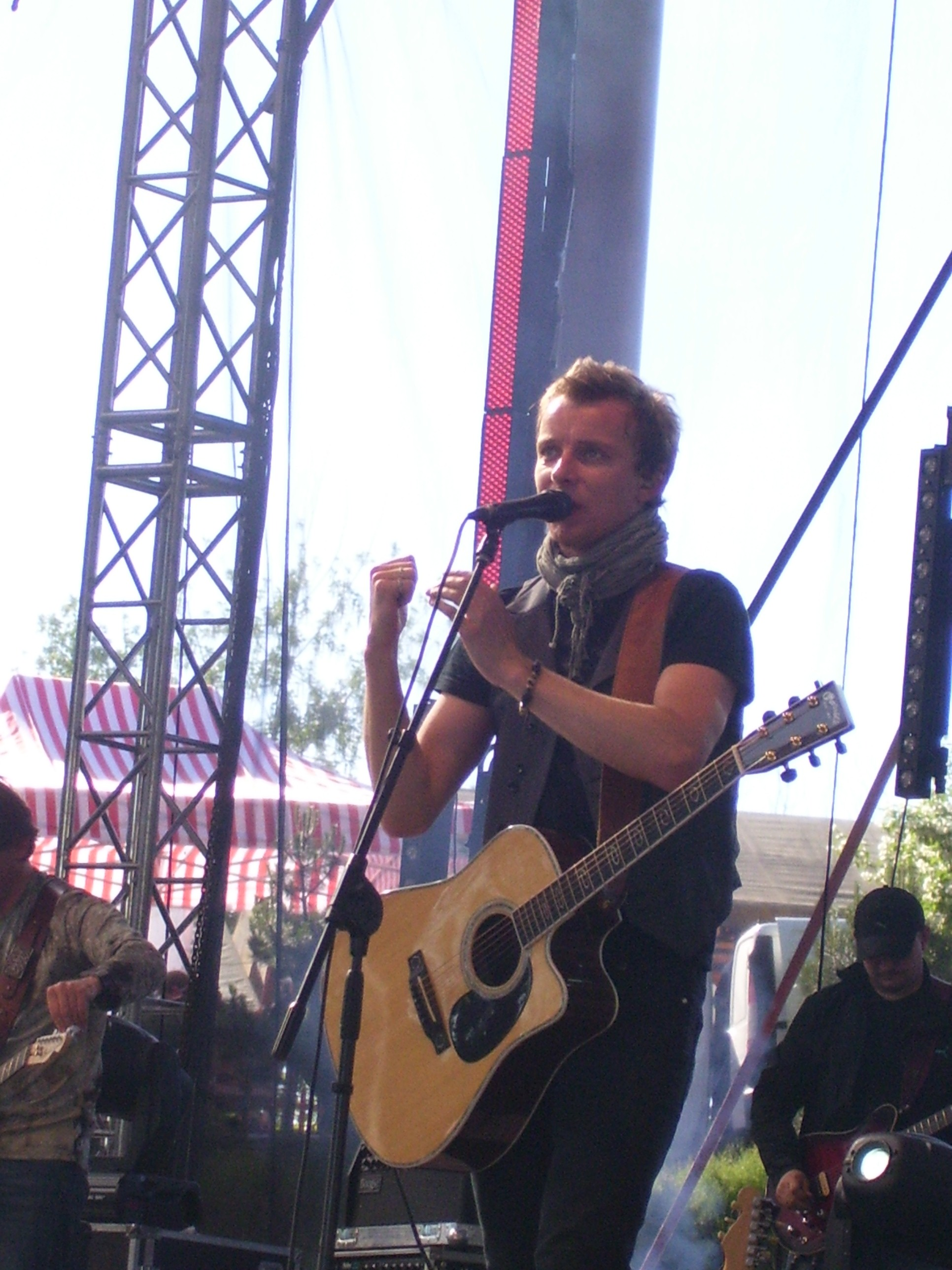
Piotr Kupicha w Rudzie Śląskiej

- Łukasz Kożuch – instrumenty klawiszowe, chórki
- Michał Nowak – gitara basowa
- Michał Opaliński – perkusja

Obecni współpracownicy
- Paweł Pawłowski – gitara
- Daria Porębska – chórki
- Justyna Porębska – chórki

Wcześniejsi współpracownicy
- Tomasz Sęgnik – gitara
- Jarosław Kidawa - gitara
- Piotr Radecki – gitara

## Dyskografia
- Feel (2007)
- Feel 2 (2009)
- Feel 3 (2011)
- Feel 5 (2022)

## Nagrody
| 2008 | Nowa Twarz Fonografii                   | Wygrana   |
| 2008 | Album Roku Pop (Feel)                   | Nominacja |
| 2008 | Grupa Roku                              | Nominacja |
| 2008 | Wokalista Roku (Piotr Kupicha)          | Nominacja |
| 2008 | Piosenka Roku („A gdy jest już ciemno”) | Nominacja |
| 2009 | Grupa Roku                              | Nominacja |
| 2009 | Wokalista Roku (Piotr Kupicha)          | Nominacja |
| 2009 | Piosenka Roku („Jak anioła głos”)       | Nominacja |

| Rok  | Ceremonia                                                      | Kategoria                      | Nota       |
| ---- | -------------------------------------------------------------- | ------------------------------ | ---------- |
| 2007 | Przebojem na antenę Polskiego Radia Białystok finał w Hajnówce | Najlepszy zespół               | II miejsce |
| 2007 | Sopot Festival                                                 | Słowik Publiczności            | Wygrana    |
| 2007 | Sopot Festival                                                 | Bursztynowy Słowik             | Wygrana    |
| 2007 | Złote Dzioby 2007                                              | Odkrycie Roku                  | Wygrana    |
| 2008 | Telekamery TeleTygodnia 2008                                   | Muzyka                         | Wygrana    |
| 2008 | Bravoora 2007                                                  | Artysta Roku                   | Wygrana    |
| 2008 | Bravoora 2007                                                  | Zespół – Rock                  | II miejsce |
| 2008 | Świry 2008                                                     | Świr muzyczny                  | Nominacja  |
| 2008 | Eska Music Awards 2008                                         | Zespół Roku Polska             | Wygrana    |
| 2008 | Eska Music Awards 2008                                         | Hit Roku Polska                | Wygrana    |
| 2008 | Eska Music Awards 2008                                         | Album Roku Polska              | Wygrana    |
| 2008 | Eska Music Awards 2008                                         | Video Roku ESKA.pl             | Wygrana    |
| 2008 | Eska Music Awards 2008                                         | Artysta Roku Polska            | Nominacja  |
| 2008 | Mikrofony Popcornu 2008                                        | Zespół Roku Polska             | Wygrana    |
| 2008 | Mikrofony Popcornu 2008                                        | Przebój Roku Polska            | Wygrana    |
| 2008 | Mikrofony Popcornu 2008                                        | Artysta Roku Polska            | II miejsce |
| 2008 | Superjedynki                                                   | Płyta roku                     | Wygrana    |
| 2008 | Superjedynki                                                   | Zespół roku                    | Wygrana    |
| 2008 | Superjedynki                                                   | Super występ                   | Wygrana    |
| 2008 | Superjedynki                                                   | Debiut roku (fonograficzny)    | II miejsce |
| 2008 | Superjedynki                                                   | Przebój roku                   | II miejsce |
| 2008 | TOPtrendy 2008                                                 | TOP                            | II miejsce |
| 2008 | Viva Comet 2008                                                | Artysta Roku – Piotr Kupicha   | Nominacja  |
| 2008 | Viva Comet 2008                                                | Zespół Roku                    | Wygrana    |
| 2008 | Viva Comet 2008                                                | Charts Award                   | Nominacja  |
| 2008 | Viva Comet 2008                                                | Dzwonek roku                   | Nominacja  |
| 2008 | Viva Comet 2008                                                | Muzodajnia                     | Wygrana    |
| 2008 | MTV Europe Music Awards                                        | Najlepszy polski wykonawca     | Wygrana    |
| 2008 | Plebiscyt Party                                                | Odkrycie roku                  | Wygrana    |
| 2008 | Plebiscyt Party                                                | Przebój roku                   | Wygrana    |
| 2008 | Plebiscyt Party                                                | Gwiazda estrady                | Wygrana    |
| 2008 | Złote Dzioby Radia Wawa 2008                                   | Przebój roku                   | Wygrana    |
| 2008 | Złote Dzioby Radia Wawa 2008                                   | Wokalista roku – Piotr Kupicha | Wygrana    |
| 2008 | Złote Dzioby Radia Wawa 2008                                   | Teledysk roku                  | Nominacja  |
| 2009 | Telekamery Tele Tygodnia 2009                                  | Muzyka                         | Wygrana    |
| 2012 | VIVA Comet 2012                                                | Zespół roku                    | Nominacja  |
| 2014 | Superjedynki                                                   | SuperShow                      | Wygrana    |